# Franz Josef Mone
Franz Josef Mone (Mingolsheim, 12 maggio 1796 – Karlsruhe, 12 marzo 1871) è stato un archivista, storico e archeologo tedesco.

## Biografia
Frequentò il ginnasio di Bruchsal e s'iscrisse nel 1814 all'università di Heidelberg, dove nel 1817 fu nominato privatdozent di storia. Nel 1818 divenne segretario della biblioteca universitaria, nel 1819 professore associato, nel 1822 professore ordinario e nel 1825 direttore della biblioteca universitaria. Dal 1827 al 1831, fu professore dell'Università statale di Lovanio. Al suo ritorno nel Baden, diresse per un certo periodo il periodico Karlsruher Zeitung; nel 1835, divenne archivista e direttore degli Archivi generali di Karlsruhe. Nel 1850 divenne caporedattore della  rivista storica Zeitschrift für die Geschichte des Oberrheins. Si ritirò in pensione nel 1868.

## Pubblicazioni
I suoi lavori sulla storia antica (Urgeschichte des badischen Landes; 2 voll., 1845; Die gallische Sprache, 1851, et Celtische Forschungen, 1857) sono stati criticati per la loro tendenza a far risalire gran parte dei fenomeni a un'origine celtica.
Le sue opere sulla storia della letteratura comprendono:
- Einleitung in das Nibelungenlied (Introduzione al Canzone dei Nibelunghi, 1818);
- Geschichte des Heidentums im nördlichen Europa (2 voll., 1822-1823);
- Otnit (1821);
- Quellen und Forschungen zur Geschichte der deutschen Literatur und Sprache (Fonti e ricerche sulla storia della lingua e della letteratura tedesche, 1830);
- Untersuchungen zur Geschichte der deutschen Heldensage (Ricerche sulla storia delle saghe epiche tedesche, 1836);
- Uebersicht der niederländischen Volksliteratur älterer Zeit (Vista d'insieme della letteratura popolare dei paesi Bassi dei tempi antichi, 1838).

Redasse articoli per l'Anzeiger für Kunde des deutschen Mittelalters (1835-1839) e attirò l'attenzione su argomenti nuovi.
Sulla storia del teatro, pubblicò Altdeutsche Schauspiele (1841) e Schauspiele des Mittelalters (2 voll., 1846).
Le sue opere, Lateinische und griechische Messen (Messe latine e greche, 1850) e Lateinische Hymnen (Inni latini, 3 voll., 1853-5), fecero progredire la conoscenza della liturgia e della poesia ecclesiastica e proposero  documenti liturgici inediti.
Sulla storia della sua regione natale si possono ricordare:
- Badisches Archiv (2 voll., 1826-1827);
- Quellensammlung der badischen Landesgeschichte (4 voll., 1848-1867);
- il secondo volume dell'Episcopatus Constantiensis di Trudpert Neugart (1862)
- il Zeitschrift für die Geschichte des Oberrheins (Giornale della storia dell'Alto Reno; 21 voll., 1850-1868), fondato da Mone, i cui articoli dei primi anni furono in gran parte scritti da lui stesso.

Fu un fervente cattolico e partecipò agli scontri politici ed ecclesiastici del Baden negli anni 1840, pubblicando due brochure anonime e aggressive, Die katholischen Zustände in Baden (Le condizioni dei cattolici del Baden; 1841-1843).